# کوالفیلد (تنسی)
کوالفیلد(به انگلیسی: Coalfield) شهری در ایالت تنسی کشور ایالات متحده آمریکا است که جمعیت آن در سرشماری سال ۲۰۱۰ میلادی، ۲٬۴۶۳ نفر بوده‌است.